# Вангеліс Настос
Вангеліс Настос (грец. Βαγγέλης Νάστος, нар. 13 грудня 1980, Салоніки) — грецький футболіст, що грав на позиції захисника. Виступав, зокрема, за ПАОК, а також молодіжну збірну Греції.

## Клубна кар'єра
У дорослому футболі дебютував 1999 року виступами за команду ПАОК, де грав протягом семи років і виграв Кубок Греції у 2003 році. Крім того на правах оренди грав за Ларису та «Каламату».
2003 року перейшов до італійської «Перуджі», він зіграв 8 ігор у Серії А в першому сезоні та ще 17 у Серії B наступного року. Після банкрутства умбрійського клубу він перейшов до «Віченци», де зіграв 2,5 сезони у Серії В, будучи основним гравцем. У січні 2008 року перейшов до «Асколі», де провів ще півтора роки у другому італійському дивізіону.
Влітку 2009 року він повернувся до Греції в «Атромітос». Відіграв за афінський клуб наступні шість сезонів своєї ігрової кар'єри, а завершив ігрову кар'єру у команді «Верія», за яку виступав протягом 2015—2016 років.

## Виступи за збірну
Протягом 1999—2001 років залучався до складу молодіжної збірної Греції, з якою був учасником молодіжного чемпіонату Європи 2002 року у Швейцарії, на якому греки не подолали груповий етап. Всього на молодіжному рівні зіграв у 14 офіційних матчах, забив 1 гол.

## Титули і досягнення
- Володар Кубка Греції (1):

ПАОК: 2002/03
- Володар Кубка Інтертото (1):

«Перуджа»: 2003